# عقد 930 هـ
عقد 930 هـ هو الفترة بين عام 930 إلى 939 في التقويم الهجري، أي العشر سنوات الرابعة من القرن العاشر الهجري.